# Vien (Anthisnes)
Pour les articles homonymes, voir Vien.
Vien est un village de la commune belge d'Anthisnes en province de Liège.
Avant la fusion des communes, le village faisait déjà partie de la commune d'Anthisnes.

## Situation
Vien se situe au sud-ouest d'Anthisnes dans le vallon du Val Pierrys qui devient souterrain à la sortie des étangs.

## Patrimoine
Le château de Vien de style néo-classique est construit en briques et pierre de taille. Il est situé au-dessus du village et date des XVIIIe et XIXe siècles. Il est repris sur la liste du patrimoine immobilier classé d'Anthisnes depuis 1979.

## Histoire
Anthisnes et Vien ont appartenu à la principauté de Liège depuis le Moyen Âge jusqu'en 1768, année où ces deux villages deviennent la possession de la principauté de Stavelot-Malmedy (comté de Logne) jusqu'en 1795 et l'annexion à la France où tous les villages de la commune actuelle font partie du département de l'Ourthe jusqu'en 1815.

## Personnalités
- Arthur Piroton un auteur de bandes dessinées